# Nowy Dwór (Piłka)
Nowy Dwór (niem. Neuhof) – część kolonii Piłka w Polsce, położona w województwie śląskim, w powiecie lublinieckim, w gminie Koszęcin.
W latach 1975–1998 Nowy Dwór administracyjnie należał do województwa częstochowskiego.